# Thủy điện Nậm Lúc
Thủy điện Nậm Lúc là thủy điện xây dựng trên dòng Nậm Lúc tại vùng đất xã Nậm Lúc và Cốc Lầu, huyện Bắc Hà tỉnh Lào Cai, Việt Nam.
Thủy điện Nậm Lúc có công suất lắp máy 24 MW với 2 tổ máy, khởi công tháng 1/2018, dự kiến hoàn thành tháng 7/2021.
Đập chứa nước có chiều dài 139 m, cao 33 m, tạo hồ chứa có dung tích 3,49 triệu m³ .

## Suối Nậm Lúc
Suối Nậm Lúc là phụ lưu của Sông Chảy, dài 11 km, diện tích lưu vực 37 km², mã sông là "02 02 65 39 11".
Suối bắt nguồn từ vùng núi cao đến 1520 m ở phần đông bắc xã Nậm Lúc, chảy về hướng tây nam. 22°26′49″B 104°22′47″Đ / 22,446922°B 104,379824°Đ
Đến bản Nàng Cảng thì Nậm Lúc đổ vào Sông Chảy. 22°23′22″B 104°19′57″Đ / 22,389535°B 104,332445°Đ